# 广东东江纵队纪念馆

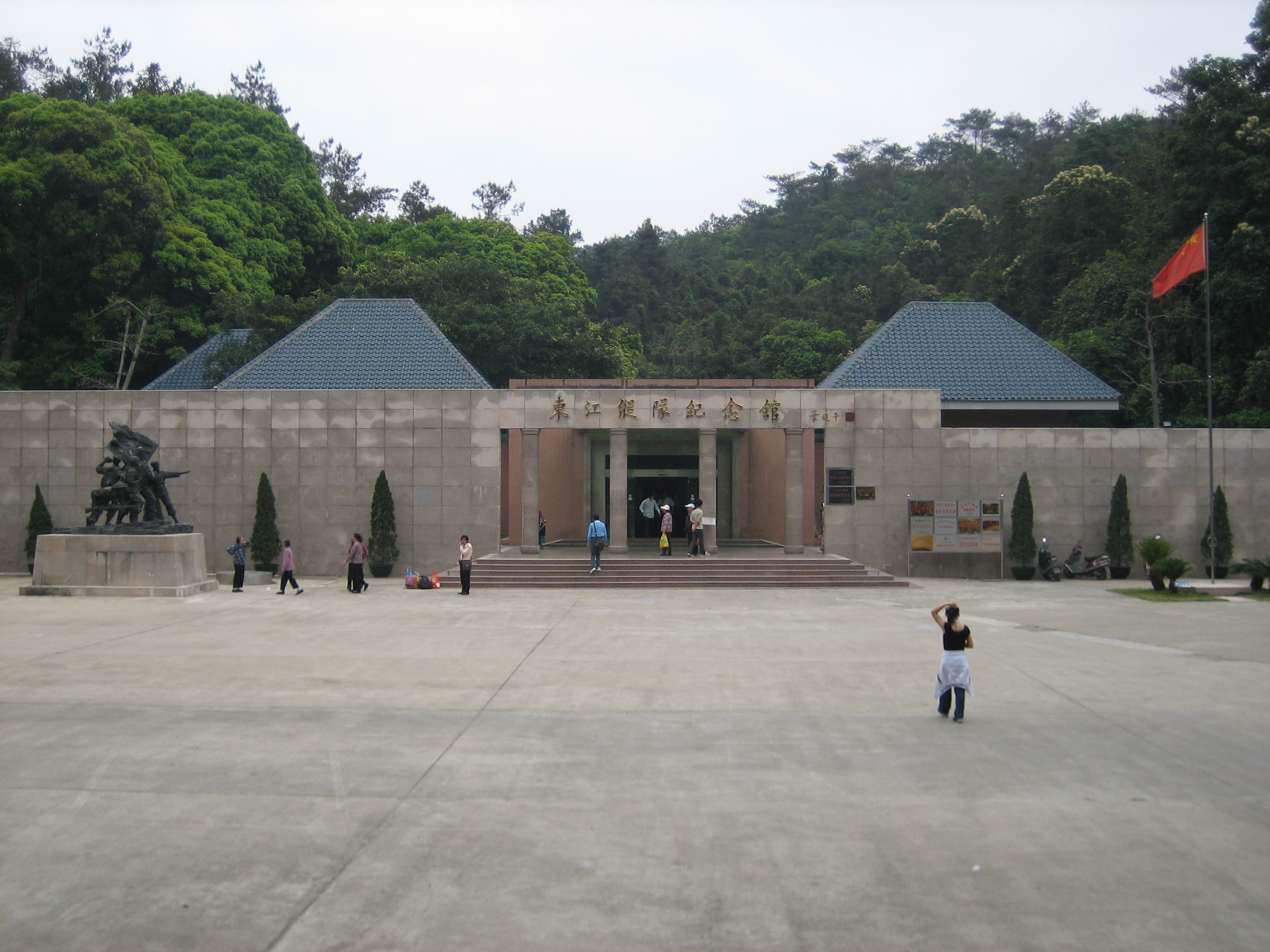
广东东江纵队纪念馆正门

广东东江纵队纪念馆位于广东省东莞市大岭山镇，是为了纪念东江纵队而建的。107国道转厚大公路可达，距东莞市区约15公里。纪念馆包括第六批全国重点文物保护单位大岭山抗日根据地旧址和东江纵队主题展览两部分。